# Rhode island (tyúk)

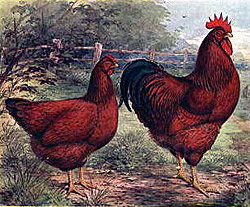
Vörös rhode island tyúk

A rhode island a házi tyúk Észak-Amerikában kitenyésztett, Magyarországon is népszerű fajtája. Tévesen nem ritkán „vörös izlandinak” is nevezik.

## Származása, elterjedése
Nevét onnan kapta, hogy az eredetileg az USA Rhode Island államában honos vörös parlagi tyúkból tenyésztették ki a 19. század második felében úgy, hogy a parlagi tyúkot eleinte ázsiai fajtákkal keresztezték, majd a folyamatba európai fajtákat is bevontak.
Gyorsan népszerűvé vált szerte a világon, így Magyarországon is.
Európában hosszú ideig csak az egyszerű tarajú vöröset tenyésztették, de mára a „rózsatarajú” fehér is szép számmal fordul elő.

## Megjelenése, felépítése
Középnagy testű, hosszú törzsű fajta. A vörös változat tolla ragyogó, gazdag meggyvörös. A vörös szín kiterjed az egész testre, kivéve a farktollakat, sarló- és kormánytollakat, valamint az evezőtollakat. Bőre, zsírja és lábszárai sárgák. A kakas standard tömege 4,25 kg, a tojóé 3,25 kg.
Tojásainak héja barna, ritkábban lilásbarna; tömege rendszerint 56–61 g.

### Változatai
Két változata a vörös (red) és a fehér (white). Az alapváltozat a vörös.
A rhode island fehér viszonylag fiatal fajta: 1903-ban mutatták be először a nyilvánosságnak, és a standardját csak 1922-ben véglegesítették. A fehér változathoz a fogolyszínű cochin fajtát keresztezték a fehér wyandotte-tal és a rózsás tarajú fehér leghornnal, ezért a rhode island fehér tarajú is rózsás. A fehér rhode island egynyolcad részben fehér wyandotte, háromnyolcad részben fogolyszínű cochin és négynyolcad fehér leghorn. A cochintól örökölte méretét, a wyandotte-tól a test zömökségét a leghorntól virgon természetét. Súlyban és egyéb tulajdonságaiban éppen olyan, mint a vörös rhode island.

## Tartása, hasznosítása
Elég gyorsan fejlődik; jó hústermelő. Egyéves korában a kakas 2,9–3,5 kg, a tyúk 2,3–2,6 kg.
Edzett, ellenálló, kotlásra hajlamos. Évi 180–230 tojást rak.
Fő gazdasági szerepe a barna héjú tojást termelő tojóhibridek előállítása.
A rhode island vörösből, fajtán belüli szelekcióval tenyésztették ki a new hampshire fajtát.